# Семкино (Московская область)
Семкино — деревня в городском округе Мытищи Московской области России.

## Население
| 1859 | 1890 | 1899 | 1926 | 2002 | 2010 |
| ---- | ---- | ---- | ---- | ---- | ---- |
| 168  | ↘155 | ↗160 | ↘108 | ↘24  | ↗159 |

## География
Расположена на севере Московской области, в западной части Мытищинского района, примерно в 14 км к северо-западу от центра города Мытищи и 10 км от Московской кольцевой автодороги, на берегу Клязьминского водохранилища системы канала имени Москвы. Западнее деревни проходит Дмитровское шоссе А104.
В деревне пять улиц — Луговая, Полевая, Привольная, Рябиновая и Солнечная, приписано два садоводческих товарищества. Ближайшие населённые пункты — деревни Еремино, Новосельцево и посёлок Птицефабрики.

## История
В «Списке населённых мест» 1862 года — владельческая деревня 2-го стана Московского уезда Московской губернии по правую сторону Дмитровского тракта (из Москвы в Калязин), в 24 верстах от губернского города и 15 верстах от становой квартиры, при реке Клязьме, с 13 дворами и 168 жителями (83 мужчины, 85 женщин).
По данным на 1899 год — деревня Троицкой волости Московского уезда с 160 жителями.
По материалам Всесоюзной переписи населения 1926 года — деревня Новосельцевского сельсовета Коммунистической волости Московского уезда в 2 км от Дмитровского шоссе и 5 км от станции Хлебниково Савёловской железной дороги, проживало 108 жителей (49 мужчин, 59 женщин), насчитывалось 21 крестьянское хозяйство.
С 1929 года — населённый пункт в составе Коммунистического района Московского округа Московской области. Постановлением ЦИК и СНК от 23 июля 1930 года округа как административно-территориальные единицы были ликвидированы.
1929—1935 гг. — деревня Новосельцевского сельсовета Коммунистического района.
1935—1939 гг. — деревня Новосельцевского сельсовета Дмитровского района.
1939—1954 гг. — деревня Новосельцевского сельсовета Краснополянского района.
1954—1959 гг. — деревня Красногорского сельсовета Краснополянского района.
1959—1960 гг. — деревня Красногорского сельсовета Химкинского района.
1960—1963, 1965—1994 гг. — деревня Красногорского сельсовета Мытищинского района.
1963—1965 гг. — деревня Красногорского сельсовета Мытищинского укрупнённого сельского района.
1994—2006 гг. — деревня Красногорского сельского округа Мытищинского района.
2006—2015 гг. — деревня сельского поселения Федоскинское Мытищинского района.